# FM-Zeitschrift
Die FM-Zeitschrift war laut ihrem Untertitel eine „Monatsschrift der Reichsführung SS für fördernde Mitglieder.“ Sie wurde von der Pressestelle des Reichsführers SS und Chef der Deutschen Polizei in München herausgegeben. Zeitweilig lautete der Nebentitel auch lediglich „Zeitschrift für fördernde Mitglieder der SS“.
Das Blatt erschien erstmals ab 1934 und mutmaßlich bis zum 6. Jahrgang 1939. Ende 1934 hatte die Presseabteilung der Reichsführung-SS ihren Sitz in Berlin SW 11, Prinz-Albrecht-Straße 9. Der Druck erfolgte seinerzeit durch die in Berlin ansässige W. Müller & Sohn GmbH in der Dresdener Straße 43.

## Erster Jahrgang Folge 9
Auf gelb-bräunlichen Papier erschien das mit zahlreichen, zum Teil großformatig in schwarz-weiß abgedruckten Fotografien versehenene, unpaginierte Blatt wie eine Illustrierte. So bildete beispielsweise die Folge 9 des ersten Jahrgangs, gedruckt auf gefalztem DIN A3-Papier ohne Bindung, auf dem Titelblatt die „nächtliche Vereidigung der SS am 9. November“ vor der Feldherrnhalle in München ab. Eine Urheberschaft für die Abbildungen wurde in keinem Fall benannt. Die Inhalte waren in deutscher, mitunter runenähnlicher Frakturschrift wie folgt betitelt:
1. o. V.: Die Grundsteinlegung zur Kultstätte „Stedings Ehre“;
2. Heinrich Himmler: Unser oberstes Gesetz ist die Treue;
3. Jehring (SS-Hauptsturmführer und Pressereferend des SS-Abschnitts IV): Der Reichsführer-SS in den Jadestädten, Untertitel Die Arbeitstagung des SS-Oberabschnitts Nord-West in Wilhelmshaven-Rüstringen (3 Seiten)
4. o. V.: Der Chef des SS-Amtes in Königsberg. SS-Führertagung in der ostpreußischen Hauptstadt
5. Bilder aus der SS
6. Erich Kaiser (SS-Mann, 12/35, SS-Standarte): einigkeit SS
7. Nußbaum (1/II/2. SS): Unser täglich Kampf. Erlebnisse aus der Kampfzeit
8. Georg Lampe (Stab III/35): Scheidemann an der Brücke
9. M. Hanig: Schwarze Garde / Lied der 9. SS-Standarte in der Melodie des Schlesierliedes
10. o. V., SS-Sturmbannführer Bühnemann (1933 Führer des SS-Sturmes 1–12): Aus alten Sturmlokalen Hannovers
11. Hans Royer (SS-Mann): Überfall in Gelnhausen
12. J. St.: Wir, Gedicht
13. o. V.: die Externsteine im Teutoburger Wald. Ein germanisches Heiligtum / Wertvolle Ausgrabungsergebnisse
14. Ingmayer Jacob (SS-Mann): Unser Geist lebt in der SS. Der Dachauer SS-Sturm hilft arbeitslosen Kleinsiedlern[2]